# Ромалліс Елліс
Ромалліс Елліс (англ. Romallis Ellis; нар. 16 грудня 1965, Атланта) — американський професійний боксер, призер Олімпійських ігор.

## Спортивна кар'єра
1986 року, здобувши дві перемоги і програвши у фіналі Орзубеку Назарову (СРСР), завоював срібну медаль на Іграх доброї волі.
1988 року став чемпіоном США серед аматорів в легкій вазі.
На Олімпійських іграх 1988 завоював бронзову медаль.
- В 1/16 фіналу переміг Лі Кан Су (Південна Корея) — 5-0
- В 1/8 фіналу переміг Кассима Траоре (Малі) — RSC-2
- У чвертьфіналі переміг Еміла Чупренські (Болгарія) — 3-2
- У півфіналі програв Андреасу Цюлов (НДР) — 0-5

Відразу після Олімпіади Елліс перейшов до професійного боксу. Протягом 1989—2001 років провів 29 боїв в основному в першій середній вазі, в яких здобув 24 перемоги.
5 липня 1997 року в єдиному в кар'єрі бою за звання чемпіона світу за версією IBF в першій середній вазі Ромалліс Елліс програв технічним нокаутом в четвертому раунді діючому чемпіону американцю Раулю Маркесу.